# Aderus alboornatus
Aderus alboornatus es una especie de coleóptero de la familia Aderidae. Fue descrita científicamente por Maurice Pic en 1922.